# 吳性誠
吳性誠（？—1826年），字樸庵，湖北省黃安縣人，清代官員。

## 生平
吳性誠為廩貢出身，捐得縣丞職務。嘉慶十七年（1812年）七月護理臺灣府糧補海防通判，嘉慶十九年（1814年）署鳳山縣知縣，二十四年（1819年）再任。次年任淡水縣丞，次年正月（1816年）陞署彰化縣知縣。嘉慶二十五年十二月（1821年1月）兼署臺灣府北路理番鹿仔港海防捕盜同知。道光四年（1824年）任臺灣府淡水撫民同知。翌年，因病辭職，不久即卒。